# Eleições autárquicas portuguesas de 1982 no distrito de Beja
| Eleições autárquicas portuguesas de 1982 Distritos: Aveiro \| Beja \| Braga \| Bragança \| Castelo Branco \| Coimbra \| Évora \| Faro \| Guarda \| Leiria \| Lisboa \| Portalegre \| Porto \| Santarém \| Setúbal \| Viana do Castelo \| Vila Real \| Viseu \| Açores \| Madeira |

## Resultados por concelho
Os resultados nos concelhos do distrito de Beja foram os seguintes:

### Aljustrel
| Partido                 | Partido                   | Votos | %               | +/-  | Vereadores | +/-     |
| ----------------------- | ------------------------- | ----- | --------------- | ---- | ---------- | ------- |
|                         | Aliança Povo Unido        | 4 904 | 61,57 / 100,00  | 4,57 | 4 / 5      | Estável |
|                         | Partido Socialista        | 1 722 | 21,62 / 100,00  | 0,13 | 1 / 5      | Estável |
|                         | Aliança Democrática       | 910   | 11,42 / 100,00  | 2,50 | 0 / 5      | Estável |
|                         | União Democrática Popular | 128   | 1,61 / 100,00   | 0,32 | 0 / 5      | Estável |
| Votos Inválidos         | Votos Inválidos           | 301   | 3,78 / 100,00   | 1,61 |            |         |
| Total                   | Total                     | 7 965 | 100,00 / 100,00 |      | 5 / 5      |         |
| Eleitorado/Participação | Eleitorado/Participação   | 9 914 | 80,34 / 100,00  | 2,77 |            |         |

### Almodôvar
| Partido                 | Partido                  | Votos | %               | +/-   | Vereadores | +/-     |
| ----------------------- | ------------------------ | ----- | --------------- | ----- | ---------- | ------- |
|                         | Partido Socialista       | 2 245 | 41,09 / 100,00  | 0,21  | 2 / 5      | Estável |
|                         | Aliança Povo Unido       | 1 842 | 33,72 / 100,00  | 10,48 | 2 / 5      | 1       |
|                         | Partido Social Democrata | 1 163 | 21,29 / 100,00  | 10,50 | 1 / 5      | 1       |
| Votos Inválidos         | Votos Inválidos          | 213   | 3,90 / 100,00   | 0,24  |            |         |
| Total                   | Total                    | 5 463 | 100,00 / 100,00 |       | 5 / 5      |         |
| Eleitorado/Participação | Eleitorado/Participação  | 8 027 | 68,06 / 100,00  | 1,71  |            |         |

### Alvito
| Partido                 | Partido                 | Votos | %               | +/-  | Vereadores | +/-     |
| ----------------------- | ----------------------- | ----- | --------------- | ---- | ---------- | ------- |
|                         | Aliança Povo Unido      | 905   | 47,68 / 100,00  | 2,06 | 3 / 5      | Estável |
|                         | Aliança Democrática     | 632   | 33,30 / 100,00  | 0,92 | 2 / 5      | Estável |
|                         | Partido Socialista      | 253   | 13,33 / 100,00  | 0,06 | 0 / 5      | Estável |
| Votos Inválidos         | Votos Inválidos         | 108   | 5,69 / 100,00   | 3,04 |            |         |
| Total                   | Total                   | 1 898 | 100,00 / 100,00 |      | 5 / 5      |         |
| Eleitorado/Participação | Eleitorado/Participação | 2 308 | 82,24 / 100,00  | 2,42 |            |         |

### Barrancos
| Partido                 | Partido                 | Votos | %               | +/-  | Vereadores | +/-     |
| ----------------------- | ----------------------- | ----- | --------------- | ---- | ---------- | ------- |
|                         | Aliança Povo Unido      | 832   | 63,08 / 100,00  | 0,90 | 3 / 5      | Estável |
|                         | Partido Socialista      | 435   | 32,98 / 100,00  | 0,10 | 2 / 5      | Estável |
| Votos Inválidos         | Votos Inválidos         | 52    | 3,94 / 100,00   | 0,80 |            |         |
| Total                   | Total                   | 1 319 | 100,00 / 100,00 |      | 5 / 5      |         |
| Eleitorado/Participação | Eleitorado/Participação | 1 747 | 75,50 / 100,00  | 0,69 |            |         |

### Beja
| Partido                 | Partido                   | Votos  | %               | +/-  | Vereadores | +/-     |
| ----------------------- | ------------------------- | ------ | --------------- | ---- | ---------- | ------- |
|                         | Aliança Povo Unido        | 11 497 | 51,67 / 100,00  | 4,84 | 4 / 7      | 1       |
|                         | Partido Socialista        | 5 906  | 26,55 / 100,00  | 6,46 | 2 / 7      | 1       |
|                         | Aliança Democrática       | 3 497  | 15,72 / 100,00  | 2,96 | 1 / 7      | Estável |
|                         | União Democrática Popular | 432    | 1,94 / 100,00   | 0,24 | 0 / 7      | Estável |
| Votos Inválidos         | Votos Inválidos           | 917    | 4,12 / 100,00   | 2,03 |            |         |
| Total                   | Total                     | 22 249 | 100,00 / 100,00 |      | 7 / 7      |         |
| Eleitorado/Participação | Eleitorado/Participação   | 29 005 | 76,71 / 100,00  | 4,91 |            |         |

### Castro Verde
| Partido                 | Partido                  | Votos | %               | +/-  | Vereadores | +/-     |
| ----------------------- | ------------------------ | ----- | --------------- | ---- | ---------- | ------- |
|                         | Aliança Povo Unido       | 3 088 | 68,38 / 100,00  | 4,16 | 4 / 5      | 1       |
|                         | Partido Socialista       | 836   | 18,51 / 100,00  | 6,62 | 1 / 5      | 1       |
|                         | Partido Social Democrata | 348   | 7,71 / 100,00   | 4,01 | 0 / 5      | Estável |
| Votos Inválidos         | Votos Inválidos          | 244   | 5,40 / 100,00   | 2,72 |            |         |
| Total                   | Total                    | 4 516 | 100,00 / 100,00 |      | 5 / 5      |         |
| Eleitorado/Participação | Eleitorado/Participação  | 6 086 | 74,20 / 100,00  | 8,35 |            |         |

### Cuba
| Partido                 | Partido                 | Votos | %               | +/-  | Vereadores | +/- |
| ----------------------- | ----------------------- | ----- | --------------- | ---- | ---------- | --- |
|                         | Aliança Povo Unido      | 2 288 | 62,82 / 100,00  | 1,32 | 4 / 5      | 1   |
|                         | Partido Socialista      | 1 112 | 30,53 / 100,00  | 2,37 | 1 / 5      | 1   |
| Votos Inválidos         | Votos Inválidos         | 242   | 6,64 / 100,00   | 3,68 |            |     |
| Total                   | Total                   | 3 642 | 100,00 / 100,00 |      | 5 / 5      |     |
| Eleitorado/Participação | Eleitorado/Participação | 4 779 | 76,21 / 100,00  | 8,75 |            |     |

### Ferreira do Alentejo
| Partido                 | Partido                 | Votos | %               | +/-  | Vereadores | +/-     |
| ----------------------- | ----------------------- | ----- | --------------- | ---- | ---------- | ------- |
|                         | Aliança Povo Unido      | 3 535 | 52,59 / 100,00  | 8,61 | 3 / 5      | 1       |
|                         | Partido Socialista      | 2 317 | 34,47 / 100,00  | 9,41 | 2 / 5      | 1       |
|                         | Aliança Democrática     | 534   | 7,94 / 100,00   | 3,65 | 0 / 5      | Estável |
| Votos Inválidos         | Votos Inválidos         | 336   | 5,00 / 100,00   | 2,85 |            |         |
| Total                   | Total                   | 6 722 | 100,00 / 100,00 |      | 5 / 5      |         |
| Eleitorado/Participação | Eleitorado/Participação | 8 894 | 75,58 / 100,00  | 5,48 |            |         |

### Mértola
| Partido                 | Partido                 | Votos | %               | +/-   | Vereadores | +/-     |
| ----------------------- | ----------------------- | ----- | --------------- | ----- | ---------- | ------- |
|                         | Aliança Povo Unido      | 4 132 | 61,45 / 100,00  | 5,65  | 4 / 5      | Estável |
|                         | Partido Socialista      | 1 649 | 24,52 / 100,00  | 8,64  | 1 / 5      | Estável |
| Votos Inválidos         | Votos Inválidos         | 943   | 14,02 / 100,00  | 11,50 |            |         |
| Total                   | Total                   | 6 724 | 100,00 / 100,00 |       | 5 / 5      |         |
| Eleitorado/Participação | Eleitorado/Participação | 9 529 | 70,56 / 100,00  | 2,05  |            |         |

### Moura
| Partido                 | Partido                 | Votos  | %               | +/-  | Vereadores | +/-     |
| ----------------------- | ----------------------- | ------ | --------------- | ---- | ---------- | ------- |
|                         | Aliança Povo Unido      | 5 546  | 53,84 / 100,00  | 0,99 | 5 / 7      | 1       |
|                         | Partido Socialista      | 3 249  | 31,54 / 100,00  | 1,47 | 2 / 7      | 1       |
|                         | Aliança Democrática     | 951    | 9,23 / 100,00   | 1,61 | 0 / 7      | Estável |
| Votos Inválidos         | Votos Inválidos         | 554    | 5,37 / 100,00   | 2,06 |            |         |
| Total                   | Total                   | 10 300 | 100,00 / 100,00 |      | 7 / 7      |         |
| Eleitorado/Participação | Eleitorado/Participação | 15 469 | 66,58 / 100,00  | 4,11 |            |         |

### Odemira
| Partido                 | Partido                 | Votos  | %               | +/-  | Vereadores | +/-     |
| ----------------------- | ----------------------- | ------ | --------------- | ---- | ---------- | ------- |
|                         | Aliança Povo Unido      | 10 108 | 59,75 / 100,00  | 1,24 | 5 / 7      | Estável |
|                         | Aliança Democrática     | 3 477  | 20,55 / 100,00  | 0,45 | 1 / 7      | Estável |
|                         | Partido Socialista      | 2 526  | 14,93 / 100,00  | 1,04 | 1 / 7      | Estável |
| Votos Inválidos         | Votos Inválidos         | 805    | 4,76 / 100,00   | 1,79 |            |         |
| Total                   | Total                   | 16 916 | 100,00 / 100,00 |      | 7 / 7      |         |
| Eleitorado/Participação | Eleitorado/Participação | 23 887 | 70,82 / 100,00  | 2,31 |            |         |

### Ourique
| Partido                 | Partido                  | Votos | %               | +/-  | Vereadores | +/-     |
| ----------------------- | ------------------------ | ----- | --------------- | ---- | ---------- | ------- |
|                         | Aliança Povo Unido       | 2 100 | 42,43 / 100,00  | 5,93 | 3 / 5      | 1       |
|                         | Partido Social Democrata | 2 027 | 40,96 / 100,00  | 6,17 | 2 / 5      | 1       |
|                         | Partido Socialista       | 551   | 11,13 / 100,00  | 2,19 | 0 / 5      | Estável |
| Votos Inválidos         | Votos Inválidos          | 271   | 5,48 / 100,00   | 2,42 |            |         |
| Total                   | Total                    | 4 949 | 100,00 / 100,00 |      | 5 / 5      |         |
| Eleitorado/Participação | Eleitorado/Participação  | 6 654 | 74,38 / 100,00  | 0,25 |            |         |

### Serpa
| Partido                 | Partido                 | Votos  | %               | +/-  | Vereadores | +/-     |
| ----------------------- | ----------------------- | ------ | --------------- | ---- | ---------- | ------- |
|                         | Aliança Povo Unido      | 6 418  | 56,66 / 100,00  | 1,34 | 4 / 7      | 1       |
|                         | Partido Socialista      | 2 664  | 23,52 / 100,00  | 1,90 | 2 / 7      | 1       |
|                         | Aliança Democrática     | 1 759  | 15,53 / 100,00  | 5,17 | 1 / 7      | Estável |
| Votos Inválidos         | Votos Inválidos         | 487    | 4,30 / 100,00   | 1,94 |            |         |
| Total                   | Total                   | 11 328 | 100,00 / 100,00 |      | 7 / 7      |         |
| Eleitorado/Participação | Eleitorado/Participação | 16 407 | 69,04 / 100,00  | 8,74 |            |         |

### Vidigueira
| Partido                 | Partido                 | Votos | %               | +/-   | Vereadores | +/-     |
| ----------------------- | ----------------------- | ----- | --------------- | ----- | ---------- | ------- |
|                         | Aliança Povo Unido      | 2 964 | 67,49 / 100,00  | 11,62 | 4 / 5      | 1       |
|                         | Partido Socialista      | 660   | 15,03 / 100,00  | 13,90 | 1 / 5      | 1       |
|                         | Aliança Democrática     | 550   | 12,52 / 100,00  | 0,05  | 0 / 5      | Estável |
| Votos Inválidos         | Votos Inválidos         | 218   | 4,96 / 100,00   | 2,36  |            |         |
| Total                   | Total                   | 4 392 | 100,00 / 100,00 |       | 5 / 5      |         |
| Eleitorado/Participação | Eleitorado/Participação | 6 075 | 72,30 / 100,00  | 9,84  |            |         |